# Артемі Гавезу
Артемі Гавезу (ісп. Artemi Gavezou Castro, нар. 19 червня 1994) — іспанська художня гімнастка, срібна призерка Олімпійських ігор 2016 року.

## Виступи на Олімпіадах
| Олімпіада           | Дисципліна | Місце |
| ------------------- | ---------- | ----- |
| Ріо-де-Жанейро 2016 | групи      | 2     |

## Зовнішні посилання
- Артемі Гавезу — олімпійська статистика на сайті Sports-Reference.com (англ.) (архівна версія)